# Джонні Гейнс
Джонні Гейнс (англ. Johnny Haynes, нар. 17 жовтня 1934, Лондон — пом. 18 жовтня 2005, Единбург) — англійський футболіст.

## Клубна кар'єра
Вихованець футбольної школи клубу «Фулхем». Дорослу футбольну кар'єру розпочав 1952 року в основній команді того ж клубу, кольори якої і захищав довгий період. Більшість часу, проведеного у складі «Фулхема», був основним гравцем команди.
Згодом переїхав до ПАР, де 1975 року встиг пограти у низці місцевих футбольних команд.

## Виступи за збірну
1954 року дебютував в офіційних матчах у складі національної збірної Англії. Протягом кар'єри у національній команді, яка тривала 9 років, провів у формі головної команди країни 56 матчів, забивши 18 голів. У складі збірної був учасником чемпіонату світу 1954 року у Швейцарії, чемпіонату світу 1958 року у Швеції, чемпіонату світу 1962 року у Чилі.